# 판타르섬

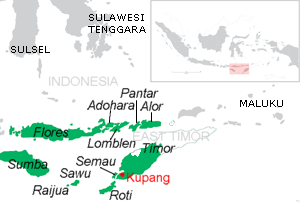
판타르섬을 포함한 동누사틍가라주의 도서 지도

판타르섬(인도네시아어: Pulau Pantar)은 소순다 열도에 속한 알로르 제도에서 알로르섬 다음으로 큰 섬이다.  행정구역상 인도네시아 동누사틍가라주 알로르군에 속한다.
동쪽으로는 알로르섬을 비롯한 알로르 제도의 섬들이 있고 서쪽으로는 알로르 해협을 사이에 두고 솔로르 제도의 섬들이 있다. 남쪽으로는 옴바이 해협을 넘어 티모르섬, 북쪽으로는 반다해에 접한다. 섬은 남북으로 약 50km, 동서로 약 11~29km 크기이며, 총 면적은 776.12km2, 인구는 44,549명 (2023년 추정)이다.

## 같이 보기
- 알로르섬